# عبدالله صدیق‌زاده
عبدالله صدیق زاده سیاست‌مدار ایرانی بود، که در  دوره بیست و چهارم مجلس شورای ملی بعنوان نماینده شوشتر از استان خوزستان در مجلس شورای ملی حضور داشت.